# Готэм-Сити
Го́тэм-Си́ти (англ. Gotham City) — вымышленный город, в котором происходит действие историй о супергерое Бэтмене. Расположен на Восточном побережье США. Мрачный мегаполис с гипертрофированными недостатками. Его прототипами являются Нью-Йорк и Чикаго, а антиподом — вымышленный город Метрополис, где живёт Супермен. Данное впечатление тем более усиливается оттого, что в Метрополисе действие обычно происходит днём, а в Готэм-Сити — ночью. По фигуральному выражению одного из первых авторов Бэтмена Денниса О’Нила, Метрополис — это Нью-Йорк выше 14-й улицы, а Готэм — Нью-Йорк ниже 14-й улицы.

## Происхождение названия
Существует реальная английская деревня Готэм в графстве Ноттингемшир. В английском фольклоре она фигурирует в народных рассказах о дураках. Самый известный рассказ повествует о том, как жители деревни прикинулись безумными, чтобы не пропустить через свою территорию английского короля Иоанна Безземельного. В другой истории они построили ограду вокруг кукушки, чтобы не дать ей улететь. Эти рассказы были напечатаны в 1540 году английским писателем и физиком Эндрю Бордом. В первом издании книга носила название «Весёлые рассказы о безумных мужчинах Готэма», во втором слово «безумные» было заменено на «мудрые». В 1807 году Вашингтон Ирвинг в сборнике сатирических рассказов «Сальмагуди» сравнил деревню дураков с Нью-Йорком, с этого времени слово «Готэм» превратилось в одно из его прозвищ. В качестве имени вымышленного мегаполиса оно впервые появилось в феврале 1941 года (Detective Comics #48), спустя полтора года после начала выпуска комиксов про Бэтмена. До того действие происходило или в Нью-Йорке, или в неназванном городе.

## Историко-географический очерк
Готэм-Сити расположен на восточном побережье США, по-видимому, в штате Нью-Джерси; недалеко от Метрополиса. Из информации, изложенной в комиксах, известно, что город был основан в 1635 году шведским подданным Йоном Логерквистом. Поселение получило название «Форт-Адольфус» (в честь шведского короля Густава II Адольфа). Своё нынешнее имя форт получил после перехода под власть Англии в 1674.
Неблагополучная история Готэма связывается с его неудачно выбранным названием, в котором можно увидеть искажённую фразу «goddamn» — «проклятый богом». Отмечается также, что рассказы о дураках лишь романтизированная интерпретация более древних преданий, в которых на самом деле речь идёт о безумии. Менее достоверная легенда (изложенная в комиксах) утверждает, что во время Войны за Независимость территория Готэма была местом проведения оккультных обрядов, которые пробудили злых духов. Этими мистическими совпадениями пытаются объяснить тот факт, что Готэм стал местом повышенной концентрации всевозможных зловещих сил, а также вполне земных пороков: преступности и коррупции. Как бы то ни было, город прочно обрёл славу одного из самых неблагополучных мегаполисов страны.
В XIX веке Готэм стремительно развивался благодаря притоку европейских переселенцев. К концу столетия он превратился в крупнейший промышленный и финансовый центр. Бурный рост сопровождался противоречивыми социальными процессами, когда на одном полюсе стремительно росло благосостояние узкого слоя магнатов, а на другом — скапливались миллионы полунищих иммигрантов, чьё униженное существование стало питательной средой для преступности. Мафия окончательно подчинила себе город с наступлением в 1920 эры Сухого закона. В Готэме влияние гангстеров было более масштабным и более продолжительным, чем в среднем по стране.
Реформирование полиции и частичное искоренение коррупции связано с деятельностью комиссара полиции Джеймса Гордона и окружного прокурора Харви Дента (впоследствии ставшего жертвой покушения и превратившегося в Двуликого). При поддержке муниципальных властей органы правопорядка начали крестовый поход против преступности. Однако отличительной чертой криминальной ситуации Готэма стало появление плеяды сверхзлодеев. Как правило это были психопаты, которые обладали некоторыми феноменальными способностями. Они возглавляли собственные банды и устраивали широкомасштабный террор против горожан. Власти оказались бессильны противостоять новой угрозе и заключили официальный договор с Бэтменом — таинственным героем, взявшимся защищать город. Комиссар Гордон, который сначала намеревался поймать Бэтмена, убедился в его добрых намерениях и разрешил установить на крыше полицейского управления прожектор, призывающий героя в случае опасности.
В комиксах и мультфильмах город пережил самые разнообразные катаклизмы: замораживание, землетрясение, эпидемию чумы, изоляцию от остальной страны, и другие.

## Достопримечательности
Готэм-Сити страдает от экологических проблем, вызванных в первую очередь чрезвычайной скученностью застройки. Архитектурный облик города сформировался в начале XX века: центральная часть застроена в неоготическом стиле и имеет сверхурбанизированный облик. Город является крупным экономическим центром: имеется фондовая биржа, высотные офисы банков и корпораций. Большое количество театров и музеев, университет. Из особых достопримечательностей — психиатрическая лечебница Аркхэм, где содержатся уцелевшие неординарные преступники.

## В видеоиграх
- В игре Batman: Arkham Asylum открывается панорама на город. Также по радиоприёмнику можно услышать «Gotham FM».
- В игре Batman: Arkham City действие происходит в Старом Готэме — территории Готэм-Сити, обгороженной стенами и названной «Аркхэм-сити». Здесь расположены Чудо-башня, полицейский участок, сталелитейный завод, музей естественной истории, здание суда и т. д.
- В игре Batman: Arkham Origins территория Готэма была расширена вдвое, по сравнению с предыдущей игрой. Помимо Старого Готэма, появился район «Новый Готэм», соединенный со Старым Готэмом мостом. Новые локации: коммерческий банк, отели «Gotham Royal» и Лэйси Тауэрс, лайнер «Final Offer», тюрьма «Блэкгейт» и т. д.
- В игре Batman: Arkham Knight город был увеличен в 5 раз. Готэм представлен тремя островами — остров Миагани, остров Блик и остров Основателей. Районы из предыдущих игр серии не являются игровыми локациями, но их можно увидеть, если забраться достаточно высоко. Новые локации: Башня Уэйна, Часовая башня, Эйс Кемикалс, Приют Пинкни и многое другое.
- Один из основных городов в игре DC Universe Online.
- В игре Lego Batman: Videogame основные события разворачиваются в Готэме.
- В игре Lego Batman 2: DC Superheroes основные события также разворачиваются в Готэме. А также сам город открыт для свободной игры.
- В игре Lego Batman 3: Beyond Gotham Готэм закрыт для свободной игры, однако там разворачиваются действия некоторых уровней.
- В игре Lego DC Super-Villains некоторые задания проходят в Готэме и сам город открыт для свободной игры.